# Joseph Massol
Pour les articles homonymes, voir Massol.
Joseph Massol était un architecte français né en 1706 et mort en 1771. Joseph Massol est l'auteur de nombreux bâtiments strasbourgeois. Il a notamment continué les travaux de Robert de Cotte au palais épiscopal de Strasbourg entre 1728 et 1729 avec le titre d'Architecte de l'Evêque et du Grand Chapitre de la Cathédrale. Il réalise les plans de l'hôtel de Klinglin pour le compte du prévôt royal François-Joseph de Klinglin. Ce dernier, mécontent du projet confie la réalisation du bâtiment à l'architecte de la ville Jean-Pierre Pflug. On estime cependant que celui-ci s'est inspiré des plans de Massol qui réalisera lui-même, en 1758, une aile -dite de l'intendance- au bâtiment initial ainsi que le portail d'entrée (rue brulée). 

## Œuvres
- Château d'Odratzheim

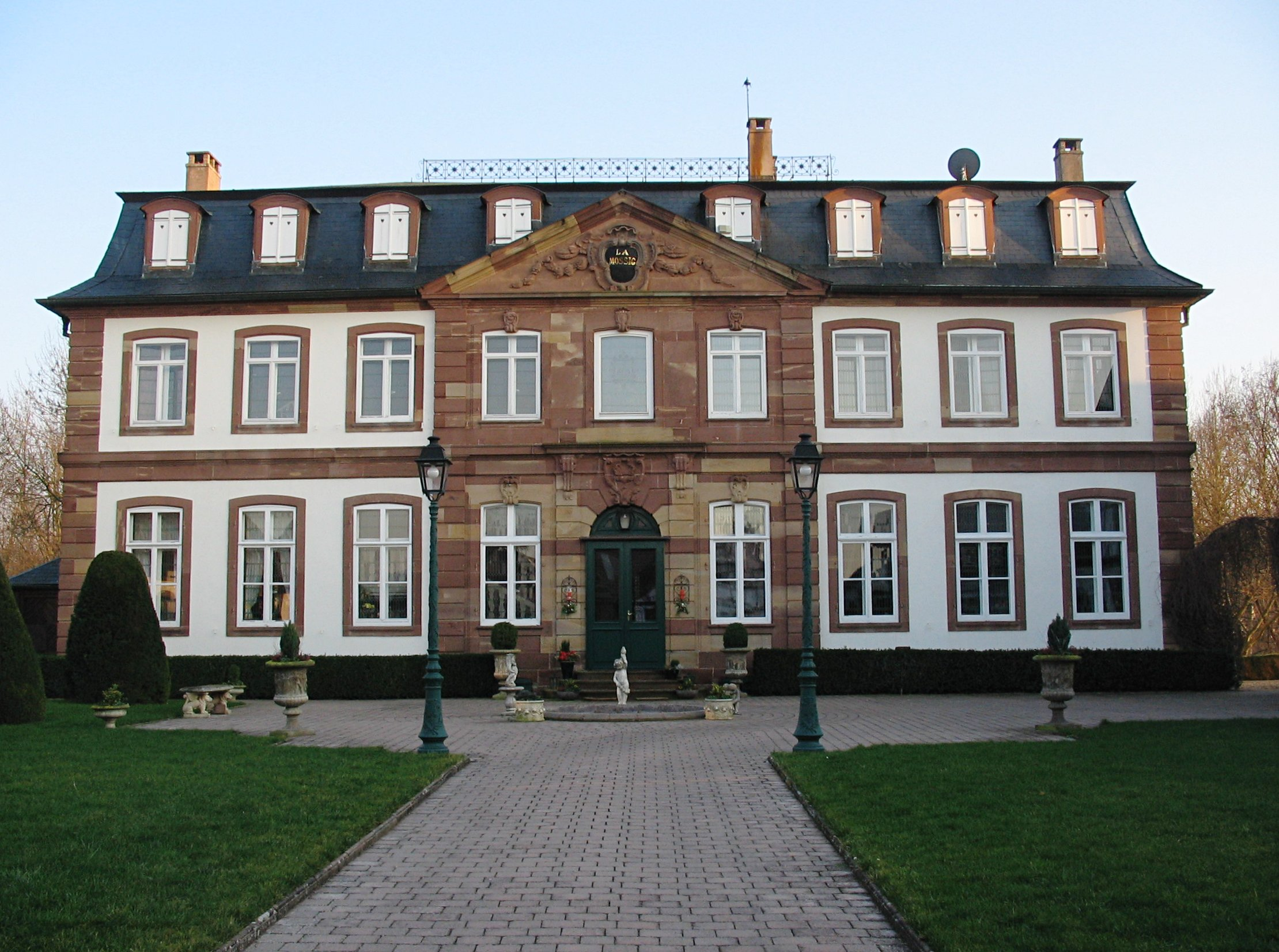
La façade du château d'Odratzheim.

- Collège des Jésuites (actuel Lycée Fustel-de-Coulanges)
- Grand Séminaire de Strasbourg
- Hôtel de Ville de Wissembourg
- Château de la famille de Dietrich à Reichshoffen
- Hôtel de Klinglin (actuel hôtel de la préfecture)
- Hôtel des comtes de Hanau-Lichtenberg (actuel Hôtel de Ville)
- Maison bourgeoise, Strasbourg, Rue des Juifs 36 (1750–1751)
- Palais du gouverneur militaire de Strasbourg